# 아브랑슈
 아브랑슈(Avranches)는 프랑스 망슈주의 바스노르망디에 위치한 지역으로, 프랑스 전체에서는 북서쪽에 위치한다. 서쪽으로는 브르타뉴 반도로 가는 입구와 맞닿아있다. 지역 주민들은 아브랑슈인 또는 원어로 Avranchinais라고 불린다.

## 역사
로마 제국의 말기 무렵 골 족의 일원인 아브리가튀 부족의 수도였던 잉제나 정착촌은 부족의 이름을 따라 이름을 짓게 된다. 이것이 아브랑슈라는 이름의 기원이었다. 511년 마을은 주교구의 중심지가 되었고, 연이어 프랑스 혁명 기간에 폐쇄된 성안드류에게 헌사된 주요한 로마네스크 성당이 들어섰다. 로마의 지역인 아르모리카로부터 설립된 브르타뉴 지역에서, 아브랑슈인들은 브르타뉴 왕국의 일부로써 알란 1세의 통치를 받았다. 907년부터 937년까지 30년 간 바이킹이 브르타뉴 지역을 점령했고, 이 지역은 후에 브르타뉴 공국과 노르망디 공국으로 양분된다. 933년 아브랑슈인들과 그들의 영역은 노르만인들에게 할양되었다. 1172년 9월, 아브랑슈에서 영국계 노르만인인 토머스 베켓의 살해에 대한 회의가 개최되었다. 헨리 2세는 1172년 5월 아브랑슈에서 보속을 끝냈기에 주교의 암살과 관련된 이 회의에 참석했고, 교황 알렉산데르 3세에게 복종을 맹세하는 아브랑슈 협정이 이곳에서 발표되었다. 이 지역은 백년 전쟁과 위그노 전쟁으로 큰 피해를 입었다. 1444년 헨리 6세에 의해 아바로 바즈 데 아르마다가 제1대 아브랑슈 백작이 되었다. 근현대에는 제2차 세계 대전 당시 이 지역이 프랑스 공방전 이후 나치 독일에 점령되었는데, 1944년 7월 31일 오버로드 작전 당시 조지 S. 패튼 장군에 의해 탈환되었다.

## 인구
| 연도 | 인구   | ±%     |
| ---- | ------ | ------ |
| 1793 | 5,880  | —      |
| 1800 | 5,413  | −7.9%  |
| 1806 | 6,144  | +13.5% |
| 1821 | 6,431  | +4.7%  |
| 1831 | 7,269  | +13.0% |
| 1836 | 7,690  | +5.8%  |
| 1841 | 8,256  | +7.4%  |
| 1846 | 7,965  | −3.5%  |
| 1851 | 8,932  | +12.1% |
| 1856 | 8,702  | −2.6%  |
| 1861 | 8,592  | −1.3%  |
| 1866 | 8,642  | +0.6%  |
| 1872 | 8,137  | −5.8%  |
| 1876 | 8,157  | +0.2%  |
| 1881 | 8,057  | −1.2%  |
| 1886 | 8,000  | −0.7%  |
| 1891 | 7,785  | −2.7%  |
| 1896 | 7,845  | +0.8%  |
| 1901 | 7,384  | −5.9%  |
| 1906 | 7,360  | −0.3%  |
| 1911 | 7,174  | −2.5%  |
| 1921 | 6,597  | −8.0%  |
| 1926 | 6,803  | +3.1%  |
| 1931 | 6,881  | +1.1%  |
| 1936 | 7,130  | +3.6%  |
| 1946 | 7,554  | +5.9%  |
| 1954 | 8,004  | +6.0%  |
| 1962 | 8,854  | +10.6% |
| 1968 | 9,775  | +10.4% |
| 1975 | 10,136 | +3.7%  |
| 1982 | 9,468  | −6.6%  |
| 1990 | 8,638  | −8.8%  |
| 1999 | 8,509  | −1.5%  |
| 2006 | 8,239  | −3.2%  |
| 2009 | 8,090  | −1.8%  |